# Чулуканы
Чулуканы (также Чулукань; рум. Ciulucani) — село в Теленештском районе Молдавии. Относится к сёлам, не образующим коммуну.

## География
Село расположено на высоте 82 метров над уровнем моря.

## Население
По данным переписи населения 2004 года, в селе Чулукань проживает 1382 человека (696 мужчин, 686 женщин).
Этнический состав села:
| Национальность | Число жителей | Процентный состав |
| -------------- | ------------- | ----------------- |
| молдаване      | 1587          | 114.83            |
| румыны         | 9             | 0.65              |
| русские        | 3             | 0.22              |
| украинцы       | 2             | 0.14              |
| прочие         | 1             | 0.07              |
| Всего          | 1382          | 100 %             |